# Siona panfasciata
Siona panfasciata là một loài bướm đêm trong họ Geometridae.